# Catoptria hannemanni
Catoptria hannemanni is een vlinder uit de familie grasmotten (Crambidae). De wetenschappelijke naam is voor het eerst geldig gepubliceerd in 1967 door Alberti.
De soort komt voor in Europa.